# Onthophagus menieri
Onthophagus menieri är en skalbaggsart som beskrevs av Teruo Ochi 2003. Onthophagus menieri ingår i släktet Onthophagus och familjen bladhorningar. Inga underarter finns listade i Catalogue of Life.